# Trump Entertainment Resorts
Trump Entertainment Resorts Inc. ist eine Holdinggesellschaft, die Casino-Hotels in den USA besitzt, betreibt und verwaltet. Die Gesellschaft entstand 2005 durch Restrukturierungsmaßnahmen der Vorgängergesellschaft Trump Hotels & Casino Resorts. Die Gesellschaft trägt heute nur noch den Namen Donald Trumps, der sich aus dem operativen Geschäft vollständig zurückgezogen hat.
Donald Trump begann sich Anfang der 1980er-Jahre in der Glücksspielbranche von Atlantic City (New Jersey) zu engagieren. Er baute dort drei Casinos auf, die von der Trump Hotels & Casino Resorts-Gesellschaft betrieben wurden. Bis Mitte der 1990er-Jahre lief das Geschäft gut, und Trump plante über 40 weitere Projekte in New Jersey, die er großenteils nicht verwirklichte. Durch die stark wachsende Konkurrenz aus benachbarten Bundesstaaten geriet das Glücksspielgeschäft in Atlantic City ab den 2000er-Jahren in eine schwere Krise, und Trumps Holdinggesellschaft wurde dreimal zahlungsunfähig. So musste Trump Mitte der 1990er-Jahre Anteile verkaufen, um die Insolvenz zu vermeiden, und jahrelang wurden Investitionen aufgeschoben, was seine Casinos immer weniger wettbewerbsfähig machte. Als die Gesellschaft 2004 wiederum in Zahlungsunfähigkeit nach Chapter 11, die amerikanische Form des Insolvenzverfahrens, geriet und Verhandlungen mit der Credit Suisse zur Rettung der bisherigen Gesellschaft scheiterten, wurde daraus 2005 die Trump Entertainment Resorts gebildet, die weiterhin die drei Casinos betrieb:
- Trump Taj Mahal Casino Resort (Boardwalk)
- Trump Plaza (Boardwalk)
- Trump Marina (Marina District)

Das Trump Taj Mahal Casino Resort wurde 2007 für 250 Millionen US-Dollar renoviert und um einen neuen Hotelturm erweitert. Donald Trump zog sich 2009 aus dem Betrieb der Casinos zurück und verließ ebenso wie seine Tochter Ivanka den Aufsichtsrat, da die Gesellschaft kurz vor der Zahlungsunfähigkeit stand; seine anderen Geschäfte werden von der Trump Organization verwaltet, die unabhängig von Trump Entertainment Resorts arbeitet. Den zugkräftigen Namen „Trump“ setzte die Gesellschaft weiterhin für Marketingzwecke ein.

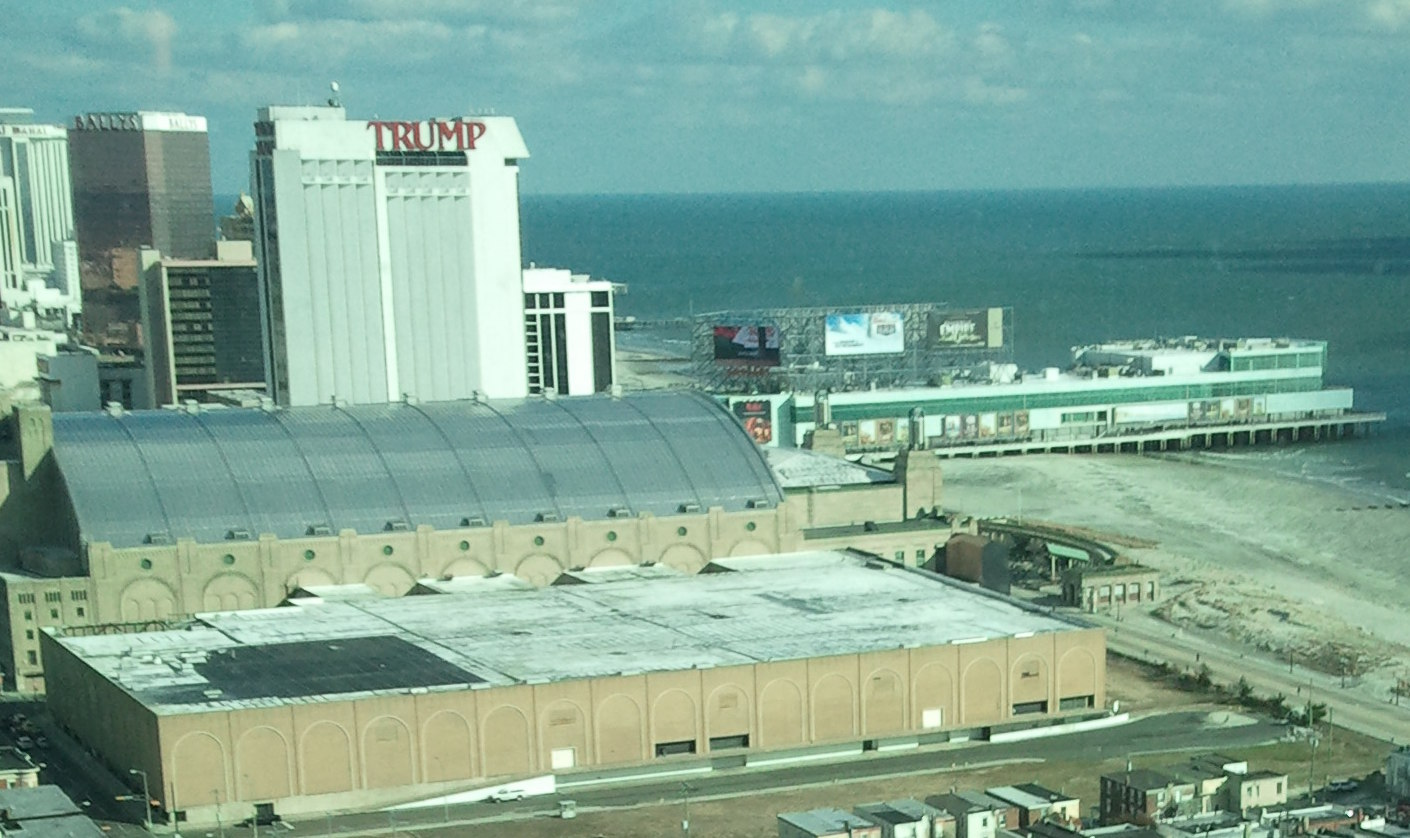
Die Boardwalk Hall (vorn) und das 2021 gesprengte Trump-Hochhaus direkt an der Atlantikküste (Aufnahme von 2011)

Am 11. September 2014 musste Trump Entertainment Resorts Gläubigerschutz nach Chapter 11 beantragen. Das Trump Plaza und Trump Marina wurden geschlossen, das Trump Taj Mahal wurde aus der Insolvenzmasse an den Investor Carl Icahn veräußert, der gegen eine Lizenzgebühr den Namen weiterführen und 40 Millionen US-Dollar investieren wollte, für die Beschäftigten aber harte Einschnitte bei Rente und Sozialversicherungen plante. Deshalb kam es seit 2014 mehrfach zu scharfen gewerkschaftsgestützten Protesten.
Das 33-stöckige Gebäude an der Trump Plaza, in unmittelbarer Nähe zur Boardwalk Hall mit der größten Orgel der Welt, verfiel seitdem. Wegen bei Stürmen herabstürzender Fassadenteile wurde es zu einer Gefahr für die Umgebung. Der Gebäudekomplex gehört seit 2016 Carl Icahn. Trump setzte, um eine Rufschädigung aufgrund des desolaten Gebäudes zu vermeiden, die Entfernung seines Schriftzuges juristisch durch. Der Bürgermeister der Stadt leitete wegen der vom Haus ausgehenden Gefährdung rechtliche Schritte ein. Am 17. Februar 2021 wurde es schließlich gesprengt.